# Стэнли, Клейтон
Клейтон Айона Стэнли (англ. Clayton Iona Stanley; 20 января 1978, Гонолулу) — американский волейболист, диагональный, олимпийский чемпион 2008 года. Лучший бомбардир и самый ценный игрок олимпийского турнира 2008 года.

## Биография
Клейтон Стэнли провёл детство и юность на Гавайях. У Клейтона есть три брата (Риз Хейн, Уил Стэнли и Джон Стэнли) и две сестры (Тэа Стэнли и Наташа Хейн). Его отец, Джон Стэнли — известный волейболист, участник Олимпийских игр 1968 года, член Зала славы; мать, Сандра Хейн, в прошлом выступала за волейбольную сборную Канады. Последовав примеру родителей, Клейтон начинал играть в волейбол в раннем детстве, однако в 14 лет переключился на баскетбол и водное поло и вернулся в волейбол только через три года. Стэнли окончил старшую школу Генри Дж. Кайзера и Гавайский университет в Маноа, в 1996—2000 годах играл в команде университета.
В составе сборной США дебютировал в 2001 году на турнире Мировой лиги и в том же году начал профессиональную клубную карьеру, подписав контракт с греческим ПАОК (Салоники). В 2002 году Клейтон вошёл в основной состав сборной США, участвовал на чемпионате мира в Аргентине, а в 2003-м выиграл первый в карьере титул победителя чемпионата зоны NORCECA и звание самого ценного игрока этого турнира.
На Олимпийских играх в Афинах, где сборная США заняла 4-е место, Стэнли показал седьмой результат по результативности и второй по количеству эйсов среди всех участвовавших игроков, набрав 97 очков: 73 в атаке, 15 с подачи и 9 на блоке.
После Олимпиады вместе с партнёрами по сборной Ллоем Боллом и Томом Хоффом был приглашён в греческий «Ираклис». В 2004 и 2005 годах команда из Салоник играла в финальных матчах Лиги чемпионов и оба раза Клейтон становился самым результативным игроком «Финалов четырёх» главного еврокубка.
В 2006 году Стэнли и Ллой Болл перешли в российский клуб «Динамо-Таттрансгаз» (ныне — «Зенит») из Казани, в составе которого добились наиболее значимого успеха в клубной карьере, выиграв в марте 2008 года Лигу чемпионов. Клейтон, заработавший в пятисетовом финальном матче против итальянской «Пьяченцы» 21 очко, был признан самым ценным игроком «Финала четырёх» в Лодзи.
В том же 2008 году сборная США впервые в своей истории выиграла Мировую лигу, а затем завоевала звание сильнейшей и на Олимпийских играх в Пекине. Клейтон Стэнли стал самым результативным игроком олимпийского турнира и в очередной раз подтвердил репутацию выдающегося мастера силовой подачи — в этом элементе он также был первым среди всех участников. Всего в 8 матчах Стэнли набрал 146 очков: 116 в атаке, 15 на блоке и 15 с подачи.
В 2010 году в составе сборной США, занявшей 6-е место на чемпионате мира в Японии, показал шестой результат по количеству набранных очков и лучший по количеству эйсов. В 2011—2012 годах являлся капитаном сборной США. В августе 2012 года был участником Олимпийских игр в Лондоне, на которых американская команда дошла до четвертьфинала, где проиграла итальянцам.
В составе «Динамо-Таттрансгаз» и «Зенита» Стэнли продолжал выступать до мая 2010 года, сыграв за 4 сезона 153 матча и выиграв, кроме Лиги чемпионов, три чемпионата и два Кубка России. Из «Зенита» перешёл в уфимский «Урал», где провёл два неполных сезона — в начале 2012 года из-за травмы контракт Стэнли с «Уралом» был расторгнут.
В июле 2012 года Клейтон Стэнли заключил соглашение с новосибирским «Локомотивом», но по причине затянувшегося восстановления после очередной травмы, полученной на Олимпийских играх в Лондоне, не смог присоединиться к команде. В сезоне-2013/14 выступал за японский клуб «Сантори Санбёрдз» из Миноо. 31 августа 2016 года объявил о завершении игровой карьеры.

## Достижения

### Со сборной США
- Олимпийский чемпион (2008).
- Победитель (2008), серебряный (2012) и бронзовый (2007) призёр Мировой лиги.
- Серебряный призёр Всемирного Кубка чемпионов (2005).
- Чемпион NORCECA (2003, 2005, 2007), серебряный призёр чемпионатов NORCECA (2009, 2011).
- Обладатель Кубка Америки (2007).

### С клубами
- Чемпион Греции (2003/04, 2004/05), серебряный призёр (2005/06).
- Обладатель Кубка Греции (2004).
- Обладатель Суперкубка Греции (2005).
- Чемпион России (2006/07, 2008/09, 2009/10), бронзовый призёр чемпионата России (2007/08).
- Обладатель Кубка России (2007, 2009).
- Победитель Лиги чемпионов (2007/08), финалист (2004/05, 2005/06).
- Финалист Кубка Европейской конфедерации волейбола (2003/04).
- Бронзовый призёр чемпионата мира среди клубов (2009).

### Личные
- MVP, лучший подающий и самый результативный игрок Олимпийских игр (2008).
- Лучший подающий чемпионата мира (2010).
- MVP чемпионата NORCECA (2003).
- Лучший подающий чемпионата NORCECA (2007).
- Лучший подающий «Финала шести» Мировой лиги (2012).
- Самый результативный игрок «Финала четырех» Лиги чемпионов (2005/06).
- Самый результативный игрок и лучший подающий «Финала четырех» Лиги чемпионов (2004/05).
- MVP «Финала четырех» Лиги чемпионов (2007/08).
- Лучший нападающий Кубка России (2007).
- Участник Матчей звёзд России (2008, 2009, 2010, 2011).
- Член Волейбольного зала славы (2021)[16].